# Villanueva del Río (Aguilar)

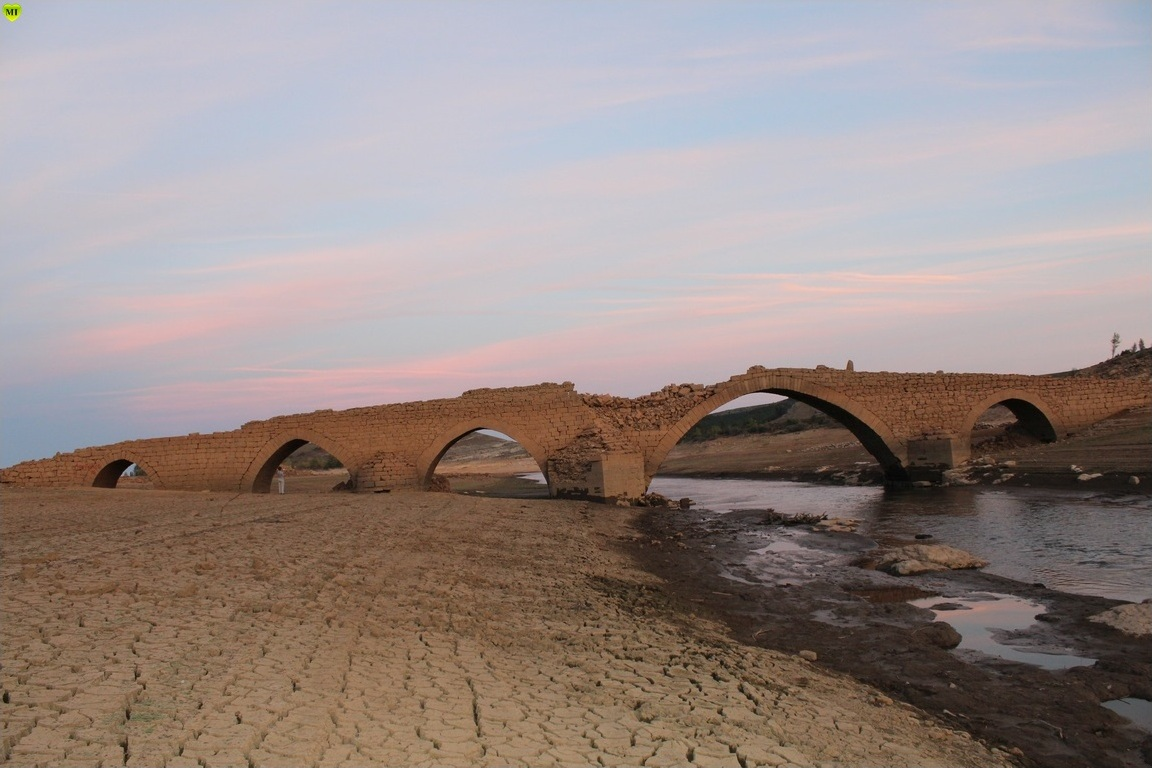
Puente medieval (septiembre de 2022)

Villanueva del Río es una desaparecida localidad en la provincia de Palencia, en la Comunidad Autónoma de Castilla y León, España. 
Fue anegada por las aguas del Embalse de Aguilar

## Historia
El Pantano de Aguilar hizo que los pueblos de Cenera de Zalima, Villanueva del Río, Quintanilla de la Berzosa y Frontada desaparecieran entre sus aguas. 
Sus habitantes, que se trasladaron en su mayoría a Aguilar, sí recuerdan sus orígenes y siempre que las aguas se lo permiten vuelven a visitar lo que queda de aquellas localidades.
A la caída del Antiguo Régimen la localidad se constituye en municipio constitucional, entonces conocido como Villanueva de Río Pisuerga y que en el censo de 1842 contaba con 21 hogares y 109 vecinos, para posteriormente integrarse en Matamorisca.

## Antiguo patrimonio
- Iglesia románica de San Juan Bautista, que fue desmontada y llevada piedra a piedra hasta el corazón del parque Huerta de Guadián en la ciudad de Palencia, para salvarla de las aguas. Véase artículo principal ermita de San Juan Bautista (Palencia).
- El puente medieval que se realizó entre los siglos XIII y XIV está muy bien conservado, y se puede ver en época de sequía, cuando bajan el nivel de las aguas del pantano de Aguilar. 
 Muchos expertos que han estudiado la construcción afirman que es hermano del Puente Mayor de Aguilar de Campoo, ya que la antigua edificación de la infraestructura aguilarense era casi idéntica a la de Villanueva. 
 Según afirma el aguilarense Luis González, «el traslado y posterior reconstrucción es muy difícil porque supone un alto presupuesto y sería una obra de mucha envergadura. Habría que realizar un plano completo del puente de sus estructuras y luego saber dónde ubicarlo». Idea que desde el Consistorio de Aguilar de Campoo se ha analizado en diversas ocasiones y que está a la espera de ser concretada. Aunque es un placer para la vista que el puente y todas las construcciones queden al descubierto, cuando no hay agua, también es un atractivo más para los saqueadores. 
 Recuerda González que «los mojones que había a la entrada del puente desaparecieron hace dos años, además de las hiladas inferiores del presbiterio y del ábside de la iglesia y las piedras de la ermita de Santiago que se utilizaron para hacer una tapia en una casa de Barrio de San Pedro». 
 Una de las afirmaciones que hace el aguilarense es que «el puente podía formar parte del Camino Francés de Santiago que venía de Cervatos y continuaba por Guardo. Es curioso que existían cuatro puentes medievales en las cercanías: Aguilar de Campoo, Villanueva del río, Salinas de Pisuerga y Cervera de Pisuerga. Era una forma de atraer el turismo de masas de la época».

Además se salvaron de quedar sepultados bajo las aguas:
- la ermita de San Andrés de Frontada, pequeña construcción que recientemente ha sido reconstruida.
- la portada de la iglesia de Cenera que se instaló en el Castillo de Monzón.

Cuando bajan las aguas también se pueden ver:
- la torre de la iglesia de Cenera, al igual que la Virgen de Llano antigua, sobre la que muchos opinan que «su traslado a la nueva ermita fue erróneo y en él se perdieron de forma increíble muchas cosas».

## Noticias de recuerdo
19 de enero de 1980 - Ocho año llevaba la iglesia de Villanueva del Río a medio levantar en el parque de la Huerta de Guadián. Había sido salvada de las aguas del pantano de Aguilar en 1963 y desmontada piedra a piedra, pero esas piedras tuvieron que aguardar casi diez años a que se volvieran a acordar de ellas para intentar reconstruir el bello y pequeño templo dedicado a San Juan. En 1972 se inició la reconstrucción, pero se quedó a medias. Ahora, la Dirección General de Arquitectura concedía una subvención de siete millones para llevar a cabo el remate de la reconstrucción de la iglesia. 
 Fuente: Diputación de Palencia